# Georg av Braunschweig-Lüneburg
Georg av Welf, född 17 februari 1582, död 2 april 1641, var hertig av Braunschweig-Lüneburg och stamfader för huset Hannover. Han var son till Wilhelm d.y. av Braunschweig-Lüneburg och Dorothea av Danmark, och han var gift med Anna Eleonora av Hessen-Darmstadt.

## Biografi
Georg trädde 1612 i dansk tjänst och deltog i Kalmarkriget men ogillade Danmarks inblandning i niedersachsiska kretsens angelägenheter och försökte förgäves förena dessa furstar i väpnad neutralitet. Efter misslyckandet gick han 1626 i kejserlig tjänst fram till 1630. Restitutionsediktet som fick katolska kyrkan att ställa krav på hans ätts besittningar fick honom 1631 att träda i tjänst som general åt Gustav II Adolf. Han satte dock hela tiden sitt eget lands och släkts intressen före Sveriges och uppträdde särskilt efter Gustav II Adolfs död mycket självständigt. Det ömsesidiga misstroendet hindrade det fulla utnyttjandet av Georgs seger i slaget vid Oldendorf 28 juni 1633, och 1635 biträdde han vid slutandet av freden i Prag. 1636 blev han regerande Furste av Calenberg, och närmade sig då med sina bröder ånyo Sverige, då kejsaren inte ville återlämna det viktiga Wolfenbüttel. 1639 slöt Georg förbund med Hessen-Kassel, och 1640 lät han förena sina trupper med Johan Banérs, men avled redan våren därpå, något som bidrog til en svår kris för Sveriges krigföring.

### Familj
Georg var gift med Anna Eleonora av Hessen-Darmstadt och hade följande barn med henne:
- Christian Ludwig (1622–1665)
- Georg Wilhelm (1624–1705)
- Johan Fredrik (1625–1679)
- Sofia Amalia (1628–1685)
- Ernst August (1629–1698)